# Okja
Pour plus de détails, voir Fiche technique et Distribution.
Okja (hangeul : 옥자 ; RR : Ok-ja) est un film de science-fiction américano-sud-coréen coécrit et réalisé par Bong Joon-ho, sorti en 2017. Ce récit d'une amitié entre une fille et un cochon géant pose la question de la consommation de viande dans la société industrielle.
Il a été projeté au Festival de Cannes en mai 2017, puis diffusé sur Netflix.
Le film débute alors que la société agro-alimentaire Mirando Corporation a mis au point une race de cochons génétiquement modifiés géants, ressemblant à des hippopotames et se comportant comme des chiens. Lucy Mirando (Tilda Swinton) qui dirige l’entreprise, s'étend surtout, lors d'une conférence de presse, sur les 26 premiers spécimens qui seront élevés dans la nature selon les traditions locales des différentes régions du monde où ils seront envoyés. Et dans dix ans, annonce-t-elle, une élection du plus beau cochon sera organisée. Mija (Ahn Seo-hyeon) vit avec son grand-père dans les montagnes sud-coréennes en compagnie d'un de ces cochons, elle lui a donné le nom d'Okja. Elle ignore qu'il va lui être enlevé un jour. Quand la société Mirando vient s'en emparer, elle refuse cette séparation et se lance avec détermination dans une mission de sauvetage qui l'entraîne de l'autre côté de l'océan. Quand elle arrive en Amérique, Okja fait l'objet d'une controverse très mouvementée entre Mirando Corporation et les membres du Front de libération des animaux.

## Synopsis
En 2007, Lucy Mirando, une environnementaliste, devient directrice de la Mirando Corporation, succédant à Nancy, sa sœur jumelle. Elle annonce que la société a réussi à créer une race de « super cochons » génétiquement modifiés, dont les vingt-six spécimens vont être envoyés à des fermiers de différentes parties du monde avant d'organiser, dix ans plus tard, une compétition mondiale pour désigner le meilleur super cochon.
Dix ans plus tard, en 2017, Mija, une fillette, vit en Corée du Sud avec son grand-père et un des super cochons, qu'elle a prénommé Okja. Ils reçoivent la visite du porte-parole et zoologiste Johnny Wilcox, qui leur annonce qu'Okja est le meilleur super cochon et qu'ils doivent donc l'emmener à New York. Le grand-père de Mija offre à cette dernière un cochon en or en lui expliquant qu'il avait économisé assez pour lui acheter cela quand Okja sera emmenée. Dévastée, Mija s'enfuit à Séoul pour trouver Okja et la voit être transportée dans un camion. Mija traque le camion mais est interceptée par le Front de libération des animaux. Dans le chaos qui s'ensuit, Mija et Okja s'enfuient mais sont secourues par le Front, dirigé par Jay. Ce dernier utilise K, un autre membre, comme traducteur afin de dire à Mija qu'ils ont prévu de mettre une puce dans l'oreille d'Okja et de la renvoyer à la Mirando Corporation afin de dénoncer la maltraitance des animaux là-bas. Mija leur demande de la renvoyer plutôt dans les montagnes coréennes mais K dit au groupe que Mija est d'accord avec leur plan. Ils l'abandonnent, et Okja est capturée de nouveau.
Pour minimiser les dégâts des relations publiques de la compagnie, Lucy paye le voyage jusqu'à New York à Mija pour qu'elle retrouve son super cochon. Okja est emmenée dans un laboratoire où elle est fécondée de force par un autre super cochon tandis que la chair en est extraite pour un test gustatif. Quand le Front de libération des animaux voit la vidéo prise par le diapositif dans l'oreille d'Okja, K avoue qu'il a menti au reste du groupe et que Mija n'était pas d'accord avec le plan. Jay le frappe et l'exclut du Front.
À New York, Mija est forcée de répondre aux souhaits de la Mirando Corporation. Jay s'infiltre dans sa chambre et annonce le nouveau plan du Front : secourir Okja alors qu'elle est présentée au concours. Une parade est organisée par la Mirando Corporation. Okja, aveuglée et battue, ne reconnaît pas Mija et l'attaque. Jay tente de blesser Okja, mais Mija l'en empêche, ce qui calme Okja. Une vidéo de la maltraitance infligée à Okja est diffusée au public qui se retourne contre la Mirando Corporation. Lucy donne les responsabilités de la compagnie à sa sœur jumelle, qui fait appel à une équipe secrète pour neutraliser les membres du Front de libération des animaux. Mija et le Front essaient de s'enfuir avec Okja mais sont rattrapés par les mercenaires. Okja est capturée de nouveau et les membres du Front sont arrêtés, à l'exception de Mija et de Jay, secourus par K. Nancy, ayant retrouvé le contrôle de la compagnie, ferme le laboratoire, annule tous les plans de communication lancés par sa sœur et commence des opérations à temps plein dans son abattoir.
Jay, K et Mija voient Okja être emmenée de force à l'abattoir. Alors qu'Okja est sur le point d'être tuée, Mija intervient et montre aux employés de Mirando une photo d'elle avec Okja quand ce n'est qu'un porcelet pour les essayer d'arrêter le processus. Nancy arrive et Mija lui offre le cochon en or en échange de la vie d'Okja. Nancy accepte et Jay et K sont arrêtés. Alors que Mija et Okja sont escortées, un couple de super cochons parvient à pousser leur porcelet à travers la barrière électrique, et Okja le cache dans sa bouche pour l'emporter.
De retour en Corée, Mija retrouve une vie normale avec son grand-père, Okja et le porcelet.

## Fiche technique
- Titre original : 옥자
- Titre international : Okja
- Réalisation : Bong Joon-ho
- Scénario : Bong Joon-ho et Jon Ronson[1]
- Musique : Jung Jae-il
- Direction artistique : Lee Ha-joon et Kevin Thompson
- Décors : Bae Jeong-yoon, Deborah Jensen et Gwendolyn Margetson
- Costumes : Choi Se-yeon et Catherine George
- Photographie : Darius Khondji
- Montage : Meeyeon Han et Jin-mo Yang
- Production : Choi Doo-ho et Lewis Taewan Kim ; Brad Pitt et Ted Sarandos (délégués)
- Sociétés de production : Lewis Pictures ; Kate Street Picture Company et Plan B Entertainment[2] (coproductions)
- Société de distribution : Netflix
- Budget : 50 millions de dollars (estimation)[5]
- Pays d'origine :  Corée du Sud,  États-Unis
- Langues originales : coréen et anglais
- Format : couleur
- Genre : science-fiction, aventure
- Durée : 120 minutes
- Dates de sortie :
  - France : 19 mai 2017 (Festival de Cannes)
  - États-Unis et France : 28 juin 2017 sur Netflix
  - Corée du Sud : 29 juin 2017

## Distribution
- Ahn Seo-hyeon (VF : Geneviève Doang) : Mija
- Tilda Swinton (VF : Frédérique Tirmont) : Lucy Mirando / Nancy Mirando
- Jake Gyllenhaal (VF : Alexis Victor) : le Dr. Johnny Wilcox
- Paul Dano (VF : Donald Reignoux) : Jay
- Steven Yeun (VF : Fabrice Fara) : K
- Lily Collins (VF : Jessica Monceau) : Red
- Daniel Henshall (VF : Thibaut Belfodil) : Blond
- Devon Bostick (VF : Fred Colas) : Silver
- Byun Hee-bong (VF : Thierry Murzeau) : Hee-bong, le grand-père de Mija
- Yoon Je-moon : Mundo Park
- Giancarlo Esposito (VF : Thierry Desroses) : Frank Dawson
- Shirley Henderson (VF : Marie Giraudon) : Jennifer
- Choi Woo-sik (VF : Clément Moreau) : Kim

## Production

### Développement
Après la réalisation de Snowpiercer, le Transperceneige (설국열차) et la production de Sea Fog : Les Clandestins (해무) (réalisé par Shim Sung-bo avec qui il a également écrit le scénario), Bong Joon-ho révèle en juin 2015 son projet intitulé Okja (옥자). L'histoire est celle une jeune fille et d'un étrange animal nommé Okja, et se déroule entre la Corée du Sud et les États-Unis (le déroulement devait être à peu près à 40 % aux États-Unis et 60 % en Corée du Sud). Bong Joon-ho est également l'auteur du scénario, avec Jon Ronson qui l'avait déjà annoncé en fin avril 2015 sur son compte Twitter. L'histoire n'est pas sans rappeler celle de son film The Host (괴물, 2006) sauf qu'il précise également qu'il ne s'agit pas d'« un film de monstre, mais un film sur un animal gigantesque et gentil ».
À l'origine, cette nouvelle a été présentée comme une coproduction avec les États-Unis et l'Afrique du Sud.
Le réalisateur annonce sa joie au magazine The Hollywood Reporter, en novembre 2015, à propos du fait que Netflix et Plan B Entertainment coproduisent son film, tourné en anglais, dont le budget est d'environ 50 000 000 dollars, soit 8 000 000 dollars de plus que Snowpiercer, le Transperceneige, et n'en déplaise au producteur Harvey Weinstein en rapport à la réduction du montage du Transperceneige, Bong Joon-ho gère de plus belle sa production en toute liberté.

### Attribution des rôles
Tilda Swinton confie en interview sur Collider.com, en juillet 2015, qu'elle retrouve le réalisateur pour qui elle avait interprété le rôle ambigu d'une femme dictatoriale occupant les fonctions de Premier ministre dans Snowpiercer, le Transperceneige : « Je sais de quoi il s'agit, mais je ne sais pas si je peux vous le dire dès maintenant. […] C'est imminent, et très excitant. Je suis absolument ravie de ce projet ». Pour ce film, elle interprète la directrice d'une entreprise et sa sœur jumelle.
Sur The Wrap en début octobre 2015, se révèlent les noms des acteurs Jake Gyllenhaal, Paul Dano, Kelly Macdonald et Bill Nighy qui feraient partie du casting, et qui sont finalement tous engagés en novembre. Cependant, quelques jours après, Bill Nighy abandonne le projet pour des raisons professionnelles dues aux incompatibilités de dates. Paul Dano y joue comme activiste de la cause animale.
La jeune Ahn Seo-hyeon, âgée de douze ans, est pressentie, au début de février 2016, pour le rôle de Mija, la fille accompagnant l'étrange animal.
Devon Bostick, principalement connu pour son rôle de Jasper Jordan dans la série Les 100, rejoint les acteurs pour interpréter le personnage de Silver[réf. nécessaire].
En mars 2016, Lily Collins rejoint les acteurs pour interpréter une anarchiste nommée Red ainsi que l'acteur Steven Yeun, connu depuis la série The Walking Dead; suivent Shirley Henderson, Daniel Henshall, Byun Hee-bong, Yoon Je-moon et Choi Woo-sik.
En juin 2016, l'acteur de Breaking Bad Giancarlo Esposito rejoint la distribution.

### Tournage
Le directeur de la photographie Darius Khondji — connu pour avoir travaillé aux côtés de David Fincher pour Seven (1995), de Wong Kar-wai pour My Blueberry Nights (2007) et bien d'autres réalisateurs renommés — est confirmé, en début février 2016, et rejoint l'équipe de la production. Bong Joon-ho avait pris l'habitude de travailler avec Hong Kyeong-pyo pour ses trois derniers films — dont Mother (마더, 2009), Snowpiercer, le Transperceneige (설국열차, 2013) et, en tant que producteur, Sea Fog : Les Clandestins (해무, 2014) .
Bong Joon-ho et l'équipe du tournage commencent à filmer le 22 avril 2016 à Séoul en Corée du Sud, avant de s'envoler pour Vancouver pour les prises au côté de Jake Gyllenhaal, du 31 juillet au 21 août de la même année, et à New York,.

## Accueil

### Marketing
Les médias américains dévoilent, en mi-juillet 2016, les photos de tournage à New York, où l'on remarque les acteurs en tenues à la fois étrange et étonnante : Jake Gyllenhaal est vêtu d'un costume des années 1970 et Tilda Swinton, d'une extravagante robe rose.
La distribution Netflix, en fin décembre 2016, révèle les deux premières photos du film sur lesquelles se trouvent, l'une et l'autre, la jeune Ahn Seo-hyeon dans une ambiance inquiétante et Lily Collins en pleine action urbaine, et l'une de ses planches du storyboard du réalisateur.

### Sorties internationales

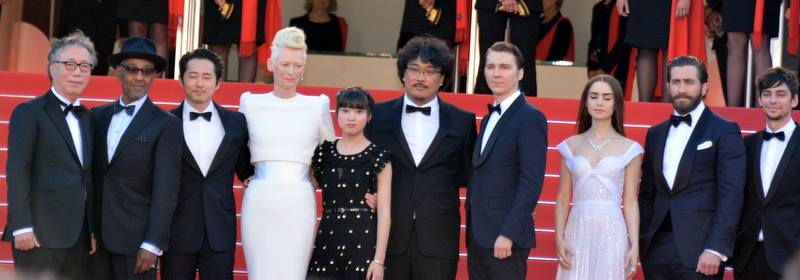
L'équipe du film au festival de Cannes 2017

Netflix informe, en avril 2016, que la projection d'Okja n'aura pas lieu dans les salles nationales françaises comme à l'étranger et qu'il sera directement diffusé le même jour sur la chaîne Netflix dans le monde entier.
Avant sa première diffusion, ce film est sélectionné et projeté au Festival de Cannes en mai 2017.

### Critiques
L'accueil critique est très positif : le site agrégateur de critiques Allociné recense une moyenne des critiques presse de 4,1/5, et des critiques spectateurs à 4,3/5.
Pour Étienne Sorin du Figaro, « Okja n'est pas un film hollywoodien. [...] Le film de Bong Joon-ho se situe quelque part entre Steven Spielberg (E.T.), Hayao Miyazaki (Mon voisin Totoro) et Terry Gilliam (L'Armée des douze singes). On ne voit pas grand monde capable de faire tenir ensemble le film de monstre, la fable écologique et la satire anticapitaliste sans que le tout n'ait le goût d'un pudding indigeste. » Tout en rajoutant que le film aurait mérité un prix au festival de Cannes, L'Obs offre le même rapprochement avec l'œuvre de Spielberg et celle de Miyazaki.
Pour Luc Chessel  de Libération, « Okja est infiniment divertissant. [...] Okja est captivant, par sa forme et par son contenu emportés par son rythme. [Le film] prend son ampleur spectaculaire au long de péripéties toujours plus explosives et toujours plus allégoriques, puisqu'il s’agit d’une pure parabole. Okja décrit intégralement notre monde au cours d’un récit empreint de moralité, porteur d'un enseignement clairement subversif. Son pur message, puisqu'il a l’audace d’en délivrer un de façon distincte - et si consciemment accordée à sa diffusion « de masse » - pourra être reçu sur son versant antispéciste, marxiste, radicalement humaniste, ou tout cela ensemble, et il aura toujours raison : il se livre totalement à l'interprétation. »
Pour Isabelle Regnier du Monde, « Le film de Bong Joon-ho allie burlesque, merveilleux et critique du capitalisme mondialisé ».
Seul Joachim Lepastier des Cahiers du cinéma mentionne trois étoiles, expliquant que « l'aisance indéniable du cinéaste n’empêche pourtant pas une impression de molle étrangeté dégagée par le projet lui-même ».

### Box-office
Au jour de sa sortie, Okja se trouve au quatrième rang du box-office sud-coréen dans 94 salles malgré d’autres films comme Anarchist from Colony (박열) de Lee Joon-ik, Real (리얼) de Lee Sa-rang et Transformers: The Last Knight de Michael Bay.

## Distinction

### Sélection
- Festival de Cannes 2017 : sélection officielle